# Olympische Winterspiele 1980/Teilnehmer (Andorra)
| Gelbes Symbol für Goldmedaillen mit stilisierten Olympischen Ringen | Graues Symbol für Silbermedaillen mit stilisierten Olympischen Ringen | Braundes Symbol für Bronzemedaillen mit stilisierten Olympischen Ringen |
| ------------------------------------------------------------------- | --------------------------------------------------------------------- | ----------------------------------------------------------------------- |
| —                                                                   | —                                                                     | —                                                                       |

Andorra nahm an den Olympischen Winterspielen 1980 in Lake Placid mit einer Delegation von drei alpinen Skifahrern teil.

## Teilnehmer nach Sportarten

### Ski Alpin
Herren:
- Carlos Font
Abfahrt: 35. Platz – 1:57,81 min
Riesenslalom: 42. Platz – 2:59,26 min
Slalom: 30. Platz – 2:03,70 min
- Miguel Font
Abfahrt: 39. Platz – 2:02,01 min
Riesenslalom: DNF
Slalom: DNF
- Patrick Toussaint
Abfahrt: DNF
Riesenslalom: 45. Platz – 3:04,38 min
Slalom: DNF

## Weblink
- Olympiamannschaft Andorras 1980 in der Datenbank von Sports-Reference (englisch; archiviert vom Original)